# Pomnik Konfucjusza w Krakowie
Pomnik Konfucjusza w Krakowie – pomnik ufundowany przez prowincję Szantung i umieszczony przed siedzibą Instytutu Konfucjusza UJ w 2015 roku.

## Historia
W 2006 roku powstało Centrum Języka i Kultury Chińskiej Uniwersytetu Jagiellońskiego Instytut Konfucjusza, nazywane w skrócie Instytutem Konfucjusza UJ. Należy ono do Wydziału Studiów Międzynarodowych i Politycznych Uniwersytetu Jagiellońskiego w Krakowie. Centrum współpracuje z Pekińskim Uniwersytetem Języków Obcych. W 2015 roku prowincja Szantung podarowała pomnik Konfucjusza, który został ustawiony na terenie kampusu UJ przed siedzibą Centrum. Odsłonięcie pomnika miało miejsce 3 października 2015 roku.
W lutym 2019 roku pomnik stanął przy Collegium Geologicum przy ulicy Oleandry 2a, gdzie będzie mieścić się nowa siedziba Centrum oraz Instytutu Bliskiego i Dalekiego Wschodu. Od 18 lutego 2019 działa pod tym adresem sekretariat i biblioteka Centrum. Po zakończeniu przebudowy gmachu pomnik przeniesiono na teren ogrodu chińskiego, urządzonego przed budynkiem.